# داستان ارواح سیسیلی
داستان ارواح سیسیلی یک فیلم درام به کارگردانی فابیو گراتسادونیا و آنتونیو پیزا محصول سال ۲۰۱۷ است. این فیلم به عنوان فیلم افتتاحیه در بخش ویژه هفته منتقدان هفتادمین جشنواره فیلم کن انتخاب شده است.